# Италијанска лира
Лира (итал. Lira italiana) је била валута Италије између 1861. и 2002. године. Увела га је Наполеонова Краљевина Италија 1807. на нивоу француског франка, а касније су га усвојиле различите државе које ће на крају формирати Краљевину Италију 1861. Подељен је на 100 centesimi, што значи „центи“. Лира је била и валута Краљевине Албаније од 1941. до 1943. године.
Термин потиче од речи libra, највеће јединице каролиншког монетарног система која се користила у западној Европи и другде од 8. до 20. века. Каролиншки систем је порекло француске livre tournois (претходник франка), италијанске лире и јединице фунте стерлинга и сродних валута.
1999. године, евро је постао италијанска обрачунска јединица, а лира је постала национална подјединица евра по курсу од 1 € = Лит 1.936,27, пре него што је замењен као готовина 2002. године.

## Историја

### Етимологија
Каролиншки монетарни систем је делио libra на 20 solidi или 240 denarii. Ове јединице преводе се на италијански у lira, soldo и denaro; на француском livre, sou и denier; а на енглеском за фунту, шилинг и пени.
У Француској, „франк“ се односио на новчић вредан један livre tournois. Овај термин је такође усвојен у разним гало-италским језицима у северозападној Италији за означавање италијанске лире.

### Ознаке и симболи
Није постојао стандардни знак или скраћеница за италијанску лиру. Скраћенице Лит. (који стоји за Lira italiana) и Л. (који стоји за Lira) и знаци ₤ или £ су били прихваћени прикази валуте. Банке и финансијске институције, укључујући Банку Италије, често су користиле скраћеницу Lit. и ово се на међународном нивоу сматрало скраћеницом за италијанску лиру. Рукописни документи и знаци на тезгама би често користили „£“ или „₤“, док су кованице користиле слово „Л“. Италијанске поштанске марке су углавном користиле реч lire у потпуности, али су неки (као што је серија споменика из 1975.) користили слово „Л“.
Назив валуте такође може бити написан у потпуности као префикс или суфикс (на пример 100.000 или 100.000 лира).
ИСО 4217 код валуте за лиру је био ITL.
Уникод CJK Compatibility блок укључује квадратне верзије имена валута у јапанској катакани ради компатибилности са ранијим скуповима знакова који би их приказали у табелама или у вертикалном писању.

### Увођење лире
Наполеонова Краљевина Италија увела је италијанску лиру 1807. године у односу на француски франак, вредну 4,5 грама чистог сребра или 0,29032 грама чистог злата (однос злата и сребра 15,5). Упркос паду краљевства 1814, ова нова лира је на крају заменила валуте различитих италијанских држава до њиховог уједињења 1861, замењујући, између осталог:
- Пијемонтски скудо, сардински скудо и ђеновска лира после 1800. године, италијанска лира;
- Милански скудо, венецијанска лира, ломбардо-млетачка лира и парманска лира после 1814. године, по курсу од 270 миланских лира = 45 миланских скудија = 405 венецијанских лира = 855 парманских лира = 207,23 италијанских лира;[12]
- Тоскански фиорино и тосканска лира 1859, по 1 francescone = 4 fiorini =6 2⁄3 тосканске лире = 5,6 италијанских лира;
- Пјастра из Напуља и Сицилије 1861. године, 1 piastra = 1,2 ducat di regno = 5,1 напуљска лира, потоња у рангу са италијанском лиром; и
- Скудо Рима и Папске државе 1866. године, по 1 скудо = 5,375 папских лира, потоња у рангу са италијанском лиром.

Италија је 1865. године формирала део Латинске монетарне уније у којој је лира била једнака, између осталих, француским, белгијским и швајцарским францима. Амерички долар је вредео отприлике 5,18 италијанских лира до 1914.

### 20. век
Први светски рат разбио је Латинску монетарну унију и довео до вишеструког пораста цена у Италији. Инфлацију је донекле обуздао Мусолини, који је 18. августа 1926. објавио нови курс између лире и стерлинга од £1 = Lit 92,46 (такозвана квота 90) иако је слободни курс био ближи Lit 140 – 150 за фунту, што је изазвало привремену дефлацију и широко распрострањене проблеме у реалној економији. Године 1927. лира је била везана за амерички долар по стопи од 1 долара = Lit 19. Ова стопа је трајала до 1934. године, са посебном стопом „туриста“ од 1 долара = Lit 24.89, основан 1936. године. Године 1939. „званична“ стопа је била Lit 19.80.
Након савезничке инвазије на Италију, курс је постављен на 1 долар = Lit 120 (£1 = Lit 480) јуна 1943. сведено у Lit 100 следећег месеца. У областима под немачком окупацијом, курс је био 1 = Lit 10. После рата, вредност лире је флуктуирала, пре него што је Италија поставила фиксацију од 1 долара = Lit 575 у оквиру Бретонвудског споразума у новембру 1947. Након девалвације фунте, Италија је девалвирала на $1 = Lit 625 21. септембра 1949. године. Ова стопа је задржана до краја Бретонвудског споразума раних 1970-их. Уследило је неколико епизода високе инфлације до увођења евра.

### Лира песанте
Због ниске вредности лире после рата економски обрачуни и прикази цена постали су незграпни због великог броја нула. Још 1950-их су давани предлози за деноминацију лире, али тада нису учињени озбиљни напори. Седамдесетих година прошлог века план познат као lira pesante (тешка лира) или lira nuova (нова лира) је предложено. Lira pesante би деноминирала валуту на 1.000:1, уклонивши 3 нуле. Међутим, пројекат је мировао неколико година пре него што је оживео 1984. Стална велика инфлација довела је до повлачења lira pesante све док није трајно напуштена 1991. године због планова за јединствену европску валуту.

### Увођење евра
Лира је била званична јединица валуте у Италији до 1. јануара 1999. године, када је замењена евром (лира је званично била национална подјединица евра до увођења кованица и новчаница евра 2002. године). Стара валута деноминирана у лирима престала је да буде законско средство плаћања 28. фебруара 2002. године. Стопа конверзије била је Lit 1.936,27 за евро.
Све новчанице лире које су биле у употреби непосредно пре увођења евра, као и све кованице после Другог светског рата, размењивала је Банка Италије до 6. децембра 2011. Првобитно, италијанска централна банка се обавезала да ће откупити италијанске кованице и новчанице до 29. фебруара 2012, али је то померено на 6. децембар 2011.

## Кованице

### Кованице током Наполеонове ере
Наполеонова Краљевина Италија издавала је кованице између 1807. и 1813. у апоенима од 1 и 3 центесими и 1 солдо (5 центесими) у бакру, ц.10 у 20% легуре сребра, с.5, с.10 и с.15 (или ц.25, ц.50 и ц.75 центесими), 1 лира, 2 лира и 5 лира у 90% сребра и 20 лира и 40 лира у 90% злата. Сви осим ц.10 носили су портрет Наполеона, са деноминацијама испод 1 лира која такође приказује зрачећу круну и више деноминације, штит који представља различите конститутивне територије Краљевине.

### Краљевина Италија, 1861–1946
Године 1861. ковани су новчићи у Фиренци, Милану, Напуљу и Торину у апоенима ц.1, ц.2, ц.5, ц.10 и ц.50, 1 лира, 2, 5, 10 и 20 лира, са најнижа четири у бакру, два највећа у злату и остатак у сребру. Године 1863. сребрни новчићи испод 5 лире су смањене са 90% на 83,5% и уведен је сребрни новац од 20. Ковање је прешло у Рим 1870-их.
Осим што су 1894. године уведени новчићи од бакроникла (касније никла) од око 20 и кованица од око 25 никла 1902. године, ковање је у суштини остало непромењено до Првог светског рата.
Године 1919, са смањењем куповне моћи лире на једну петину оне из 1914. године, обустављена је производња свих ранијих типова кованог новца осим никла ц.20, и мањих, бакарних ц.5 и ц.10 и никла ц. Уведено је 50 кованица, а затим никал 1 лира и 2 комада лира 1922. односно 1923. године. Године 1926. сребро 5 и 10 уведене су кованице лире, једнаке по величини и саставу као и раније 1 лира и 2 лире кованице. Сребро 20 кованице лире додате су 1927.
Године 1936. направљена је последња значајна емисија сребрног новца, док су 1939. потези за смањење цене кованог новца довели до тога да је бакар замењен алуминијумском бронзом, а никл нерђајућим челиком. Сва производња кованог новца је заустављена 1943.
1943. издата је АМ-лира, која је у оптицају у Италији након искрцавања на Сицилију у ноћи 9. јула 1943. године. Након 1946. године, АМ-лира је престала да буде валута запослења и користила се заједно са нормалним новчаницама до 3. јуна 1950. године.
Између 1947. и 1954. зона Б Слободне територије Трста користила је тршћанску лиру.

### Италијанска Република, 1946–2002
Производња кованог новца је полако настављена 1946. године, достигавши 1 милион искованих 1948. године, а куповна моћ лире смањена је на 2% њене вредности 1939. године. У почетку, 1 лира, 2, 5 и 10 кованице лире су издате од алуминијума. Ови новчићи су били у оптицају заједно са АМ-лиром и неким од старих, девалвираних кованица италијанског краљевства. Влада је 1951. године заменила све оптицајне новчиће и новчанице новим алуминијумским мањим 1 лира, 2, 5 и 10 лира (иако 2 лира нису кована 1951. или 1952. године), а 1954–1955. Ацмонитал (нерђајући челик) 50 и 100 уведене су кованице лире, а затим алуминијумско бронзаних 20 лира 1957. и сребрних 500 лира 1958. године. Повећање цене сребрних полуга довело је до 500 кованице лире које се производе само у малом броју за колекционаре након 1967. 500 лира (а касније 1.000 лира) такође се појавио у бројним издањима комеморативних новчића, као што је стогодишњица уједињења Италије 1961. Између 1967. и 1982. године издате су две врсте „папирног новца“ у вредности од 500 лира. Њих није издала Банка Италије, већ директно влада Републике Италије.
Године 1977. алуминијум-бронза уведене су 200 лире, а затим 1982. биметалне кованице од 500 лира. Ово је био први биметални новчић који је произведен за оптицај, кован по систему који је патентирао ИПЗС. Такође је био први који је приказао вредност на Брајевој азбуци.
Производња 1 лире и 2 лире кованице су престале у оптицају 1959. године; њихово ковање је поново покренуто од 1982. до 2001. за колекционарске кованице. Производња 5 кованица лира је знатно смањена крајем 1970-их и престала је са оптицајем 1998. године. Слично, 1991. производња 10 и 20 кованице лире биле су ограничене. Величине 50 и 100 кованице лире су смањене 1990. године, али су потом потпуно редизајниране 1993. године. Биметални 1.000 кованица лира је уведена 1997. године, а прекинута је 1998. због предстојећег увођења евра.
Кованице које су се још увек ковале за оптицај у време преласка на евро (2000. и 2001. године ковале су се само лире за колекционарске кованице) су:
- 1 лира (0,05 центи, само за колекционаре)
- 2 лира (0,10 центи, само за колекционаре)
- 5 лира (0,26 центи, само за колекционаре)
- 10 лира (0,52 цента, само за колекционаре)
- 20 лира (1,03 цента, само за колекционаре)
- 50 лира (2,58 центи)
- 100 лира (5,16 центи)
- 200 лира (10,33 цента)
- 500 лира (25,82 цента)
- 1,000 лира (51,65 центи)

## Новчанице
Влада је 1882. године почела да издаје папирни новац ниског апоена који је носио наслов „Biglietto di Stato“ (што значи „Улазница за државу“). За почетак, било их је 5 лира и 10 лира, на које 25 лира новчанице су повремено додаване од 1895. Влада је такође издала новчанице под називом „Buono di Cassa“ између 1893. и 1922. у апоенима од 1 лира и 2 лире. Производња Biglietti di Stato је престала 1925., али је настављена 1935. са напоменама за 1 лира, 2, 5 и 10 лире уведене до 1939.
Банка Италије почела је да производи папирни новац 1896. За почетак, 50, 100, 500 и 1.000 издаване су лире. Године 1918–1919, 25 издаване су и новчанице у лирима, али нису уведене друге апоене све до после Другог светског рата.
Године 1943. савезници су увели новчанице у апоенима од 1 лире, 2, 5, 10, 50, 100, 500 и 1.000 лира. Након њих је 1944. уследила серија Biglietti di Stato за 1 лиру, 2, 5 и 10 лира, које су кружиле све док их касних 1940-их нису замениле кованице. Банка Италије увела је 5.000 и 10.000 новчанице лира 1947. односно 1948. године.
Године 1951. влада је поново издала новчанице, овог пута које су једноставно носиле наслов "Repubblica Italiana". Деноминације су биле од 50 и 100 лира (замена новчаница Банке Италије) и кружиле су све док кованице ових апоена нису уведене средином 1950-их. Године 1966. 500 лира новчанице су уведене (опет замењујући новчанице Банке Италије) које су се производиле све док их 1982. није заменио новчић.
50.000 и 100.000 Лире је увела Банка Италије 1967. године, а затим 2.000 новчанице лира 1973. 20.000 новчанице лира 1975. и 500.000 новчанице лира 1997. године.
Средином 1970-их, када је кованог новца било у недостатку, италијанске банке су издавале „miniassegni“ у неколико ниских апоена. Технички, чекови на доносиоца, штампани су у облику новчаница и опште прихваћени као замена законске валуте.
Новчанице у оптицају када је евро уведен биле су:
- 1,000 лира, Марија Монтесори (0,516 €)
- 2,000 лира, Гуљелмо Маркони (1,03 €)
- 5.000 лира, Винченво Белини (€2,58)
- 10.000 лира, Алесандро Волта (5,16 €)
- 20.000 лира, Тицијан Вечели (€10,32) [15]
- 50.000 лира, Ђовани Лоренцо Бернини (25,82 €)
- 100.000 лира, Каравађо (51,65 €)
- 500.000 лира, Рафаело Санти (258,23 €)

| Слика | Вредност     | Димензија   | Еквивалент евру (€) | Боје                                             | Предња страна                                              | Задња страна                                                                                           | Назив                  |
| ----- | ------------ | ----------- | ------------------- | ------------------------------------------------ | ---------------------------------------------------------- | --- | ---------------------- |
|       | 1,000 лира   | 112 x 62 mm | €0.516              | Црвена-љубичаста                                 | Марија Монтесори                                           | Монтесори метод                                                                                        | Марија Монтесори       |
|       | 2,000 лира   | 118 x 60 mm | €1.03               | Тамно браон                                      | Гуљелмо Маркони                                            | Марконијева јахта "Елетра"; Радио торњеви на Марконијевој станици Глејс Беј у Новој Шкотској; телеграф | Гуљелмо Маркони        |
|       | 5,000 лира   | 126 x 70 mm | €2.58               | Маслинасто-зелена и плава                        | Винченцо Белини; ентеријер Театро Масимо Белини (Катанија) | Сцена из Белинијеве опере „Норма”; Алегорија "Лирика"                                                  | Винченцо Белини        |
|       | 10,000 лира  | 133 x 70 mm | €5.16               | Тамно плава                                      | Алесандро Волта; Галвански елемент                         | Темпио Волтианио музеј у Кому                                                                          | Алесандро Волта        |
|       | 50,000 лира  | 150 x 70 mm | €25.82              | Црвена-љубичаста или љубичаста и загасито зелена | Ђовани Лоренци Бернини; Тритонова фонтана у Риму           | Коњичка статуа (Бернини), унутрашњост Базилике Светог Петра (Ватикан)                                  | Ђовани Лоренцо Бернини |
|       | 100,000 лира | 156 x 70 mm | €51.65              | Тамно браон, црвенкасто браон и бледо зелен      | Каравађо, пар из Каравађове "Пророчице"                    | Корпа воћа у позадини                                                                                  | Каравађо               |
|       | 500,000 лира | 163 x 78 mm | €258.23             | Дубоко љубичаста, тамно плава и светло зелена    | Рафаело Санти; Галатејин тријумф                           | Атинска школа                                                                                          | Рафаело Санти          |

### Галерија
- Новчанице у оптицају 1951. године
- 500 лира – предња и задња страна – штампано 1947. године
- 1,000 лира – предња и задња страна – штампано 1947. године
- 5.000 лира – предња и задња страна – штампано 1947. године
- 10.000 лира – предња и задња страна – штампано 1948. године

- Новчанице у оптицају 1971
- 500 лира – предња и задња страна – штампано 1966. године
- 1,000 лира – предња и задња страна – штампано 1969. године
- 5.000 лира – предња и задња страна – 1971 (1964)
- 10.000 лира – предња и задња страна – штампано 1962. године
- 50.000 лира – предња и задња страна – штампано 1967. године
- 100.000 лира – предња и задња страна – штампано 1967. године

- Новчанице у оптицају 1982
- 500 лира – предња и задња страна – штампано 1974. године
- 1,000 лира – предња и задња страна – штампано 1982. године
- 2,000 лира – предња и задња страна – штампано 1973. године
- 5.000 лира – предња и задња страна – штампано 1979. године
- 10.000 лира – предња и задња страна – штампано 1976. године
- 20.000 лира – предња и задња страна – штампано 1975. године
- 50.000 лира – предња и задња страна – штампано 1977. године
- 100.000 лира – предња и задња страна – штампано 1978. године

- Новчанице у оптицају 2000
- 1,000 лира – предња и задња страна – штампано 1990. године
- 2,000 лира – предња и задња страна – штампано 1990. године
- 5.000 лира – предња и задња страна – штампано 1985. године
- 10.000 лира – предња и задња страна – штампано 1984. године
- 50.000 лира – предња и задња страна – 1992 (1984)
- 100.000 лира – предња и задња страна – 1994 (1983)
- 500.000 лира – предња и задња страна – штампано 1997. године

## Валуте које су се раније односиле на италијанску лиру

### Ватикан
Ватиканска лира је била званична јединица државе Ватикан. Била је у рангу са италијанском лиром према условима из конкордата са Италијом. Новчанице и кованице италијанске лире биле су законско средство плаћања у Ватикану, и обрнуто. Одређени ватикански новчићи ковани су у Риму, а били су законско средство плаћања и у Италији и Сан Марину.
Ватикан је прешао на евро заједно са Италијом и Сан Марином. Као и код старих ватиканских лира, Ватикан има свој сет кованица евра.

### Сан Марино
Самаринска лира је била званична јединица Сан Марина. Као и ватиканска лира, самаринска лира је била у рангу са италијанском лиром.
Новчанице и кованице италијанске лире биле су законско средство плаћања у Сан Марину (и обрнуто). Специфични самарински новчићи ковани су у Риму и били су законско средство плаћања у Италији, као и у Ватикану.
Сан Марино је прешао на евро заједно са Италијом и Ватиканом. Као и код старих саммаринских лира, земља има свој сет кованица евра.

### Miniassegni
Miniassegni су били тип нотгелда који је циркулисао у Италији касних 1970-их уместо промене, пошто су у том периоду кованице малих апоена биле ретке и често су биле замењене слаткишима, маркама, телефонским жетонима или чак јавним превозне карте. Први Miniassegni појавили су се у децембру 1975. године, а касније су их издале многе банке; имали су номиналне вредности 50, 100, 150, 200, 250, 300 и 350 лира.

## Рестаурација
Северна лига је 2005. године покренула кампању за поновно увођење лире као паралелне валуте. Године 2014, Бепе Грило, лидер Покрета 5 звездица, такође је покренуо исту тачку.